# Chrysometa antonio
Chrysometa antonio là một loài nhện trong họ Tetragnathidae.
Loài này thuộc chi Chrysometa. Chrysometa antonio được Herbert W. Levi miêu tả năm 1986.